# Ciborgue
Ciborgue Steve Austin da telessérie 
The Six Million Dollar Man, interpretado 
por Lee Majors.
Um ciborgue ou cyborg é um organismo dotado de partes orgânicas e cibernéticas, geralmente com a finalidade de melhorar suas capacidades utilizando tecnologia artificial.
O termo deriva da junção das palavras inglesas cyber(netics) organism, ou seja, "organismo cibernético". Foi inventado por Manfred E. Clynes e Nathan S. Kline em 1960 para se referir a um ser humano melhorado que poderia sobreviver no espaço sideral. Tal ideia foi concebida depois de refletirem sobre a necessidade de estabelecer uma relação mais íntima entre os seres humanos e máquinas, em um momento em que o tema da exploração espacial começava a ser discutido. Clynes transmitiu essa ideia escrevendo uma introdução para o livro Cyborg: evolution of the superman (1965) de D. S. Halacy, onde fala de "uma nova fronteira", não meramente espacial mas, mais profundamente, o relacionamento entre o "espaço interior" e o "espaço exterior" – uma ponte… entre a mente e a matéria. Desenvolvedor de instrumentação fisiológica e de sistemas de processamento de dados, Clynes era o diretor científico do Laboratório de Simulação Dinâmica de Rockland State Hospital, em Nova York.
Os ciborgues típicos das obras de ficção científica, apresentam-se como uma síntese de partes orgânicas e artificiais e, geralmente, servem de mote para comparações entre o ser humano e a máquina, refletindo sobre temas como a moralidade, livre-arbítrio, felicidade, etc. Estes ciborgues podem ser representados como visivelmente mecânicos (por exemplo, os borgs em Star Trek, ou os cylons em Battlestar Galactica (1978) ou quase idênticos aos seres humanos (por exemplo, os cylons em Battlestar Galactica (2003) e os Exterminadores de Exterminador do Futuro (ver: Rebelião das máquinas). Muitas das obras sobre ciborgues tratam do desconforto e desconfiança crescente da sociedade diante do acelerado desenvolvimento tecnológico, particularmente quando usados para a guerra, e quando usados de maneira que possam ameaçar o livre-arbítrio.
Ciborgues reais, ao contrário do que foi dito no parágrafo anterior, seriam pessoas que utilizam tecnologia cibernética para reparar ou superar deficiências físicas e mentais em seus corpos. Por exemplo, uma pessoa que possui um membro mecânico entraria nesta definição.
Ciborgue – Tendo como base a Antropologia do Ciborgue, ciborgue é toda pessoa que tem sua existência constituída pela tecnologia digital. É o hibridismo entre o ser humano e a máquina, a incorporação das tecnologias em seus modos de existência, uma criatura de realidade social e também uma criatura de ficção. “Realidade social significa relações sociais vividas, nossa construção política mais importante, significa uma ficção capaz de mudar o mundo” (HARAWAY, 2000, pag. 40). Para Haraway a ficção científica contemporânea está cheia de ciborgues, isto é criaturas que são ao mesmo tempo animais e máquinas que habitam mundos ambíguos que são tanto naturais como fabricados. Desta forma, o ciborgue é uma imagem condensada tanto de imaginação quanto de realidade material.
A ciborguização altera o nosso modo de existência, há uma incorporação das tecnologias digitais em nossas ações do cotidiano, modificando o modo de existir e agir sobre o mundo. O modo de vida online torna-se indispensável e impensável, gerando significados e acrescentando inúmeras possibilidades ao modo de vida off-line.
As inúmeras possibilidades oferecidas pelas tecnologias digitais potencializam a ação do ser humano sobre seu dia – a – dia. É necessário compreender que as práticas do ciborgue  não ocorrem em outra dimensão da vida, em uma espécie de “universo paralelo”, mas constituem o nosso modo de vida. Os atos praticados nos ciberespaços nos afetam e nos compõem em todas as nossas ações. As barreiras entre o real e virtual não existem pelo fato de que a incorporação das tecnologias nos afeta e nos constituem como seres humanos.  O estabelecimento do raciocínio de uma hierarquia entre online e off-line perde validade a partir do momento em que consideramos as características próprias da cibercultura e suas práticas. Sendo assim, as interações que ocorrem no ambiente virtual também compõem a realidade. E não se deve negar valor a elas, dado que, a ciborguização é constante e factual.

## Visão geral

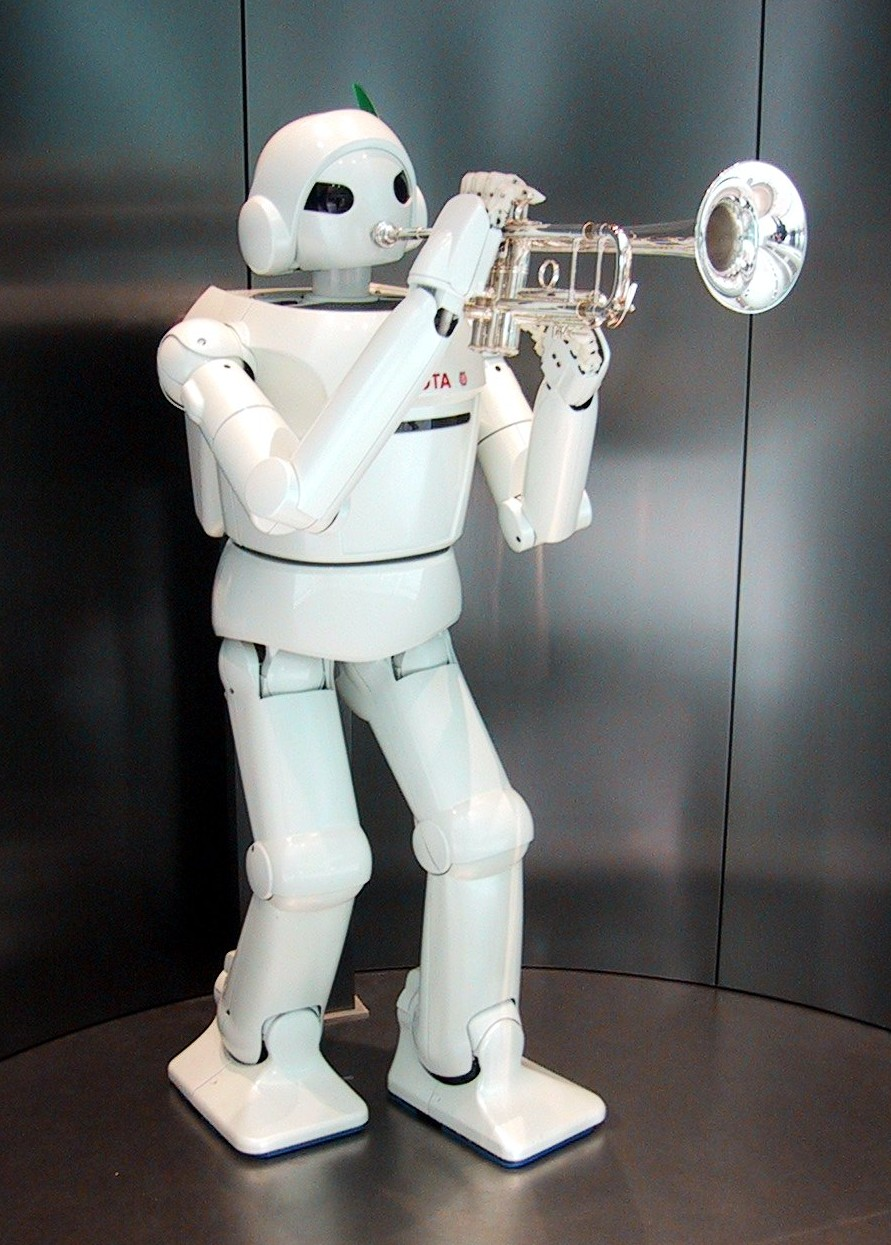
Robô andróide fabricado pela Toyota. Ao contrário do que muitos pensam, "robô" e "ciborgue" são termos diferentes.

De acordo com algumas definições do termo, a ligação entre a física e a metafísica da humanidade com a tecnologia já está nos tornando ciborgues, se atendermos à sua definição estrita. Por exemplo, uma pessoa que tenha implantado marcapassos poderia ser considerado um ciborgue, visto que seria incapaz de sobreviver sem esse componente mecânico. Alguns teóricos citam as lentes de contato, aparelhos auditivos ou lentes intraoculares como exemplos de seres humanos utilizando componentes artificiais para melhorar seu desempenho biológico. Entretanto, estas modificações não seriam mais "cibernéticas" do que uma pá usada na lavoura ou uma lança utilizada na caça. Os implantes cocleares, que combinam uma modificação mecânica com algum tipo de resposta do organismo, seria uma boa representação de um ciborgue.
No final do século XX, a imagem do ciborgue como um ser que não é nem humano nem máquina, nem homem nem mulher, foi construída por autoras como Donna Haraway, através de seu Manifesto Ciborgue.

## História
O conceito de uma mistura "homem-máquina" foi difundido na ficção científica antes da Segunda Guerra Mundial. Em 1843, Edgar Allan Poe descreveu um homem com próteses extensivas no conto "The Man That Was Used Up". Em 1908, Jean de la Hire criou o personagem Nyctalope (um dos primeiros super-heróis), na novela L'Homme qui peut vivre dans l'eau. Edmond Hamilton criou exploradores espaciais com uma mistura de partes orgânicas e mecânicas em sua novela The comet doom, em 1928. Criou mais tarde, Capitão Futuro, um personagem com conceitos parecidos. Em uma curta história chamada No woman born (1944), C. L. Moore escreveu sobre uma pessoa que teve todo o seu corpo queimado e cujo cérebro foi colocado em um corpo mecânico.
Como foi dito anteriormente, o termo foi criado por Clynes e Kline, em 1960, para se referir à concepção de um "super-humano" que poderia sobreviver em ambientes extraterrestres.
Um livro intitulado Cyborg: digital destiny and human possibility in the age of the wearable computer foi publicado por Doubleday em 2001. Algumas das ideias da obra foram incorporadas no filme documentário Cyberman.

## Ciborgues individuais
Geralmente, o termo "ciborgue" é usado para se referir a um homem ou mulher com implantes biônicos ou robóticos.
Atualmente, existe o sistema C-LEG, utilizado para substituir pés humanos que tenham sido amputados por causa de algum ferimento ou doença. Estes recursos artificiais permitem uma melhoria considerável no ato de caminhar.
Implantes feitos na cóclea e implantes magnéticos têm ajudado pessoas a recuperar órgãos doentes, melhorando a qualidade de vida.

## Ciborgues sociais
Mais amplamente, o termo "organismo cibernético" é usado para descrever redes de comunicação e controle. Por exemplo, cidades, redes de estradas, redes de software, corporações, mercados, governos. Uma corporação pode ser considerada uma inteligência artificial que emprega componentes humanos para seu funcionamento.
O termo "Empresa Ciborgue" passou a ser utilizado por Décio Marcellino, referindo-se à necessidade de sobrevivência de empresas na. era da indústria 4.0. A constatação é que todas as empresas atualmente são mais ou menos ciborgues e é necessário que se apropriem e utilizem de forma mais efetiva de seu lado máquina. (Marcellino, 2018)

## Juventude ciborgue
Outro conceito que surge com este conceito moderno é o de Juventude Ciborgue. Juventude Ciborgue é a união do conceito de juventude com o conceito cibernético, ou seja, jovens que estão conectados às tecnologias digitais. De acordo com a Lei, brasileira, nº 12.852, de 5 de agosto de 2013, a qual instituiu o Estatuto dos Jovens, são consideradas jovens as pessoas com idade entre 15 (quinze) e 29 (vinte e nove) anos de idade. Já ciborgue pode ser definido como “um organismo cibernético, um híbrido de máquina e organismo, uma criatura de realidade social e também uma criatura de ficção”. E o conjunto desses dois termos se ligam à relação da juventude com diversas tecnologias consequentemente trazendo consigo novos conceitos sobre a utilização das tecnologias digitais no seu cotidiano representados pelo uso de diversos artefatos tecnológicos como celulares, tablets, implantes, computadores, etc. Ou seja, a “juventude ciborgue opera o próprio pensamento e conduz as suas ações constituindo uma certa simbiose com as tecnologias”.

## Currículo Ciborgue
Pode-se dizer que o currículo ciborgue é a composição da pedagogia analógica integrada à tecnologia digital. Dentro do planejamento curricular isto pode ocorrer de forma intencional ou não, ou seja, o aluno pode fazer uso das tecnologias digitais nas suas tarefas educacionais mesmo que o professor não considere o uso como um comando. Dessa maneira, o currículo ciborgue faz parte da nossa realidade, demanda uma nova maneira de planejar e organizar os conhecimentos.
O currículo ciborgue resulta em uma grande, complexa e radical experiência curricular. O professor sai do seu lugar comum, reproduzido há anos da mesma maneira, através do quadro negro, os estudantes em fila e o livro didático, para transformar a aula em uma experiência dinâmica que desperta para o interesse, a participação e o fazer ativo. Nesse sentido o aluno rompe com fronteiras já produzidas, amplia suas possibilidades de conhecimento e encontra nos espaços cibernéticos uma gama de recursos para explorar os saberes que os livros didáticos não seriam capazes de fornecer.
O currículo ciborgue é voltado para o/a aluno/a pós-moderno/a, que está vivamente conectado/a em aparelhos eletrônicos e possui grande acesso à informação através da internet.Com esse grande acesso, o campo educacional sente-se desafiado a compreender e colocar em prática a fusão entre o analógico e o digital nas salas de aula.  A tecnologia faz parte das pessoas e é através dela que elas estudam, pesquisam, se divertem e vivem o mundo exterior. Para elas, o mundo virtual e eletrônico é mais atrativo e faz mais sentido.
O currículo da grande maioria das escolas atuais se encontra ultrapassado para os estudantes ciborgues, que se sentem deslocados em meio a tantos materiais didáticos, professores autoritários e regras rígidas. O currículo ciborgue abrange a tecnologia digital e a vivência pós-moderna de maneira a dar sentido a educação dos alunos/as atuais.
Os estudantes pós-modernos no uso dos artefatos culturais atingem uma experiência educacional que se encaixa junto à uma pedagogia técnico cultural num currículo ciborgue.

## Aprendizagem ciborgue
Aprendizagem ciborgue é a fusão entre “os recursos analógicos, comuns nas escolas, com as tecnologias digitais e as conexões que elas produzem com o ciberespaço e com a cibercultura” (SILVA, 2016, p. 153). Por ser uma fusão, ela não só une essas dimensões, mas ressignifica, cria novas maneiras para o processo e se adapta aos novos modos de vida da sociedade.
Essa relação respeita o tempo da/o aluna/o, que passa a ser coautora/autor da organização do espaço-tempo do aprender. Dessa forma, influencia todas/os na sala de aula e fora dela, estando imersos no universo ciborgue ou não. “É possível decidir o momento ideal para estudar, controlar a velocidade que o conhecimento é acessado, podendo parar e pensar calmamente sobre o que está sendo exposto” (SALES, 2016).
É na relação das culturas cibernética e juvenil que a apropriação do conhecimento acontece. As/os jovens ao estarem imersas/os numa cultura própria, na qual a música, os modos de se vestir e falar, e os diversos estilos são componentes produzidos para e por elas/es, se relacionam também com a tecnologia, que é um aspecto constituinte desse modo de “significar e interagir com a informação e o conhecimento” (SILVA, 2016 p. 23).
Além da juventude, a aprendizagem ciborgue pode ser um processo também para as outras gerações, já que é algo vivo, em constante mudança. É possível ver crianças, adultos e idosos interagindo com a cibercultura de formas diferentes, como é o caso das fanfics, prática literária comum à geração mais nova onde, além de ler novas histórias, os leitores podem escrever suas próprias.

## Proliferação de ciborgues na sociedade

### Medicina

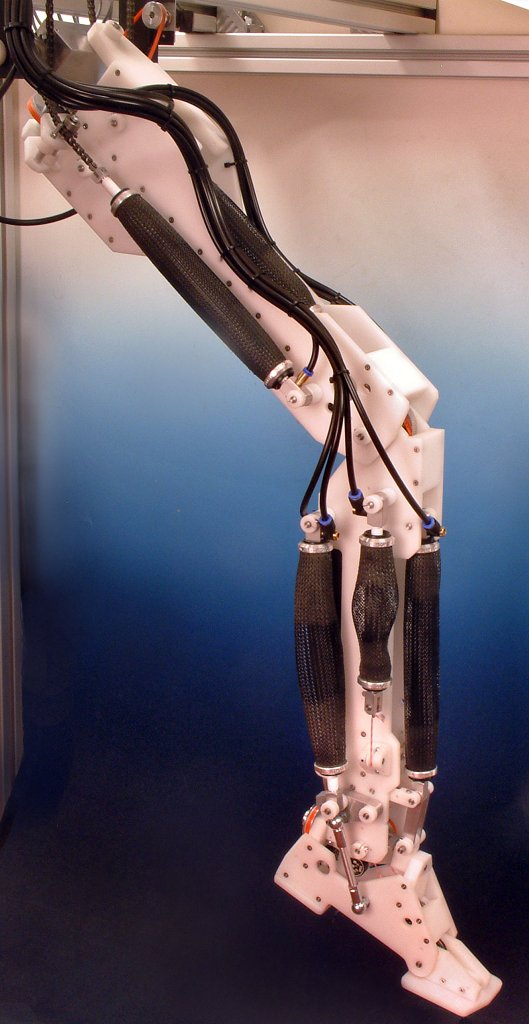
Uma perna robótica criada pela Air Muscles e construída pela The Shadow Robot Company Ltd.

Na Medicina, há dois importantes e diferentes tipos de ciborgues: o restaurador e o realçado.
As tecnologias restaurativas têm como finalidade "recuperar órgãos e membros que perderam ou tiveram suas funções abaladas". (Gray, 1995). O aspecto chave deste restauro fisiológico é a reparação de processos comprometidos ou faltantes para um nível saudável ou médio de desempenho. O tratamento não restabelece as faculdades originais de processos que foram lesados.
Por sua vez, o ciborgue realçado segue um princípio, que é o princípio do desempenho excelente: maximizando a "saída" (informações ou modificações obtidas) e minimizando a "entrada" (a energia necessária para o processo) (Lyotard, 1984). Assim, o ciborgue realçado pretende exceder processos normais ou até mesmo ganhar novas funções.
Ao contrário das próteses que, em geral, podem lesar e/ou limitar partes do corpo devido à sua integração através de um artefato mecânico, os implantes biônicos permitem que os órgãos ou as partes do corpo se aproximem de suas respectivas funções originais. Michael Chorost escreveu um registro de sua experiência com implantes cocleares, também chamado de "orelha biônica", intitulada Rebuilt: how becoming part computer made me more human. Jesse Sullivan se tornou uma das primeiras pessoas a possuir um membro completamente robótico, controlado a partir do cérebro. Em 2004, foi desenvolvido um coração artificial inteiramente funcional.
O desenvolvimento contínuo da biônica e das nanotecnologias levanta questões sobre as possibilidades futuras dos ciborgues e se, com suas contribuições e usos, poderão superar o "modelo biológico", ou seja, o corpo humano propriamente dito. A questão ética tem sido muito debatida; os defensores das novas tecnologias costumam usar como argumento o fato de que estas tecnologias podem ajudar o ser humano a ter uma qualidade de vida melhor, limitando os impactos do envelhecimento e de doenças, aumentando fatores como a velocidade, a força, a resistência e a inteligência.
Existe ainda a interface cérebro-computador (ICC ou BCI), que fornece uma comunicação direta entre o cérebro e um dispositivo externo, criando assim uma espécie de ciborgue. A implantação de elétrodos diretamente na massa cerebral tem como objetivo restaurar olhos com visão danificada, principalmente em pessoas que sofrem da síndrome do encarceramento.
Em 2004, Neil Harbisson se tornou o primeiro humano ciborgue oficialmente reconhecido por um governo. Harbisson é um artista britânico, que por muitos anos só enxergou o mundo em preto e branco. Até que em 2003, foi implantado em sua cabeça um dispositivo que lhe permite diferenciar as cores.

### Forças armadas
Dentro do âmbito militar costuma aparecer o termo "soldado ciborgue", que designaria um soldado equipado com sistemas de armas e sobrevivência integrados no seu corpo. Um exemplo dessa interação é o Pilot's Associate, desenvolvido em 1985, que usaria a inteligência artificial para ajudar pilotos de aviões caça durante os combates, executando ações consideradas necessárias como a utilização automática de armas e o auto-exame do avião (Gray, em Cyborg handbook).
Organizações militares têm recentemente focado sua atenção na utilização de animais ciborgues para executar operações táticas. O DARPA, por exemplo, demonstrou interesse em tentar desenvolver "insetos ciborgues" que transmitiriam informações através de sensores implantados durante a fase pupal. O movimento do inseto seria controlado por um MEMS ou micro-electro-mechanical system (sistema micro-eletro-mecânico), tendo como objetivo detectar explosivos ou certos tipos de gás. De forma similar, os sentidos de tubarões seriam explorados fornecendo dados sobre a movimentação de navios inimigos e/ou a localização de explosivos subaquáticos.
Outra proposta diz respeito à tentativa de expandir as habilidades físicas de um soldado. Pesquisadores da Universidade da Califórnia criaram um tipo de exoesqueleto que combina um sistema de controle humano com um músculo robótico, possibilitando o transporte de grandes cargas e/ou soldados feridos.

## Ficção científica
Existem vários exemplos do uso do termo ciborgue na ficção científica.
- RoboCop: série de filmes e seriado onde o personagem principal é um policial que após ser morto é reconstruído em um corpo mecânico.
- Star Wars: Anakin Skywalker tem sua mão decepada e substituído por um mecânico; anos depois, já atendendo o nome Darth Vader, Anakin tem seus outros membros cortados e é brutalmente queimado por lava, recebendo mais próteses e uma armadura que serve como suporte de vida. Em outros exemplos da série, Vader corta a mão do filho Luke Skywalker e este recebe uma substituta robótica; e um dos vilões de Star Wars Episode III: Revenge of the Sith é o ciborgue General Grievous.
- O Homem de Seis Milhões de Dólares: série de televisão estrelada por Lee Majors.
- O Exterminador do Futuro: O personagem-título é um ciborgue por ser revestido de tecidos vivos (pele), como ele mesmo explica para seu protegido John Connor em Terminator 2: Judgement Day.
- Americam Cyborg: Os dois personagens eram cyborgs
- Star Trek: The Next Generation: Os alienígenas vilões Borgs.
- Dragon Ball: Tao Paipai convertido num ciborgue depois de ter a maior parte de seu corpo explodido por uma granada, e os Androide 17 e 18 inicialmente eram humanos, porem, ambos foram capturados por Dr. Maki Gero e transformados em ciborgues. Freeza também virou um ciborgue no inicio da saga dos androides e Cell é considerando um androide biológico. Dr. Maki Gero também transformou a si mesmo em ciborgue, se transformando no Androide 20.
- Mega Man Legends: O protagonista dessa série é um ciborgue chamado Megaman Volnutt, diferente do primeiro Megaman que era um robô.
- Metal Gear: Três personagens por hora viraram "ciborgues ninja" (Gray Fox, Olga Gurlukovich e Raiden)
- Inspetor Bugiganga: Animação sobre um policial ciborgue atrapalhado.
- Eu, Robô: Filme em que o protagonista Detetive Del Spooner (Will Smith) tem um braço e um pulmão robóticos.
- Mortal Kombat: Os ninjas Cyrax, Sektor, Smoke e Hydro são ciborgues.
- One Piece: Cuty Fram atual Franky, após ser atropelado pelo trem do oceano, substitui partes machucadas do seu corpo por partes mecânicas, se tornando um ciborgue.
- One Punch-Man: Genos, quando tinha 15 anos ele e sua família foram atacados por um ciborgue gigante e preto que destruiu toda sua cidade, restando apenas ele como sobrevivente, genos pediu ao Dr. Kuseno para executar uma cirurgia e transformá-lo em um ciborgue para se tornar forte e procurar pelo ciborgue gigante e se vingar.
- Fullmetal Alchemist: O protagonista recebe automails, membros robóticos, ao seu corpo,após tentar a transmutação humana, perdendo o corpo de seu irmão e parte do seu.
- Tekken (série): Os personagens Bryan Fury e Alisa Bosconovitch são ressuscitados em forma de ciborgues.
- Planeta do Tesouro: A releitura do livro A ilha do tesouro de Robert Louis Stevenson, feita pelos estúdios Disney, tem entre os personagens um ciborgue chamado Long John Silver.
- Os Posbis da série literária alemã Perry Rhodan
- Cyborg (DC) da série Os Jovens Titãs, teve varias partes do corpo substituídas devido a um acidente.